# Tour del Mar de la Xina Meridional
El Tour del Mar de la Xina Meridional (oficialment Tour of South China Sea o 环南中国海自行单车大赛) era una cursa ciclista professional per etapes xinesa, que es disputava entre Hong Kong i Macau. La seva primera edició es disputà el 1999, formant part de l'UCI Àsia Tour des del 2005. El darrer any, el 2010, es disputà en un sol dia. Era organitzada per la Hong Kong Cycling Association. Wong Kam-po, amb dues victòries és el ciclista que més vegades guanyà la cursa.

## Palmarès
| Any  | Vencedor             | Segon           | Tercer              |
| ---- | -------------------- | --------------- | ------------------- |
| 1999 | Kam Po Wong          | Glen Mitchell   | Brendan Vesty       |
| 2000 | Neil McDonald        | Siu-Lun Ho      | Malcolm Lange       |
| 2001 | Kam Po Wong          | Neil McDonald   | Masahiko Mifune     |
| 2002 | Nicolas White        | Phil Thuaux     | Mark Roland         |
| 2003 | Oleg Griškin         | Kam Po Wong     | Peter Milostic      |
| 2004 | Aleksandr Khatuntsev | Ngai Ching Wong | Kam Po Wong         |
| 2005 | Kin San Wu           | Kam Po Wong     | Fang Xu             |
| 2006 | Aleksandr Khatuntsev | Wang Yip Tang   | Haijun Ma           |
| 2007 | Wang Yip Tang        | Kong Tsui       | Jacob Gramm Nielsen |
| 2008 | Gang Xu              | Micael Isidoro  | Michael Fitzgerald  |
| 2009 | No disputada         |                 |                     |
| 2010 | Kazuhiro Mori        | Ki Ho Choi      | Sam Davis           |